# فراتان
ابوطالب عرب/// فراتان (فراتان: Faratan) یک روستا در ایران است که در دهستان عربخانه واقع شده‌است. 
روستای فراتان یکی از کهن‌ترین روستاهای عربخانه واقع‌در بخش سرداران و در  شهرستان نهبندان و از توابع استان خراسان جنوبی است.
این روستا در فاصله‌ 23کیلومتری از مرکز بخش که روستای دهک است، قرار گرفته است. شهرستان نهبندان که به‌واسطۀ شهدا و جانبازان و آزادگان روستای فراتان به خود می‌بالد، 120 کیلومتر از این روستا فاصله دارد.
فاصلۀ این روستای شهیدپرور تا مرکز استان، 95کیلومتر از مسیر مود و 125کیلومتر از مسیر خوسف است.
قطعاً بزرگ‌ترین افتخار روستای فراتان، تقدیم چهار شهید در دوران دفاع مقدس است که یکی از شهدای گران‌قدر در روستای ملوقان و شهید عزیز دیگری نیز در شهر مقدس مشهد مدفون شده‌اند و خاک فراتان، به خود می‌بالد که دو شهید دیگرش در آرامستان روستا آرام گرفته‌اند.
روستای فراتان از شمال به کوه‌های «کُلِ گربه» و «کمرقلعه»نامی متصل گشته و از جنوب در جوار رودخانه قرار گرفته است.
روستای ملوقان در شرق فراتان جا خوش کرده و «فراتانابِ» بدون سکنه، که نامش نیز برگرفته از «فراتان» است، غرب‌نشین فراتان است.
بلندترین کوه اطراف فراتان، «دیبدا» نام داشته که با فاصله‌ای دوسه‌کیلومتری در مجاورت شمالی روستا قرار دارد.
روستای فراتان با پدران و مادرانی زحمتکش، بزرگ‌مردان و شیرزنانی را در بسیاری از بخش‌ها به جامعه معرفی کرده است.
اولین فرماندار شهرستان نهبندان، که به‌مدت هفت‌سال‌ونیم بر این مسند تکیه داشت و خدمات فراوانی به این شهرستانِ کماکان محروم ارائه داد، به خود می‌بالد که زادۀ این موطن است.
شهرستان نهبندان و همچنین استان خراسان جنوبی، به‌سبب خدماتی که ازجانب این روستا در بخش‌های گوناگون دریافت کرده‌اند، وام‌دار فراتان بوده و می‌بایست خود را ملزم به خدمت به این نقطۀ شهیدپرور بدانند.
فراتان‌زاده‌های زیادی در سطح شهرستان، استان و حتی فراتر از استان، پست‌های مدیریتی مهمی را عهده‌دار بوده و هستند.
از این روستا تحصیل‌کرده‌های فراوانی در نقطه‌نقطۀ ایران‌زمین، مشغول گذراندن دوران فرامدرکی خود هستند و همچنان امیدوار برای به بالفعل‌رساندن انگیزه‌ها و توانایی‌های بالقوه‌شان هستند؛ تحصیل‌کرده‌های آکادمیکی که تنی چند از آن‌ها در شُرُفِ بورسیه‌شدن هستند، به‌طوری‌که «تِز»های دکتری‌شان در مرحلۀ بررسی و گرفتن تأییدیه است و بعضی نیز تأیید شده‌اند.
روستای فراتان دانشجویان بسیاری را در دانشگاه‌های معتبر همچون تهران و فردوسی و... در مقاطع مختلف اعم از کاردانی، کارشناسی، کارشناسی ارشد و همچنین دکترا، تربیت و به جامعه معرفی کرده است.
نهاد عظیم مقام معظم رهبری نیز از جوانان فراتان‌زاده، بی‌بهره نیست.
امام‌جمعۀ سابق شهرستان سربیشه و کنونی شهرستان نهبندان و همچنین امام‌جمعۀ موقت سربیشه، محترمانی هستند که از کوچه‌پس‌کوچه‌های خاکی همین روستا برخاسته‌اند و به این کوچه‌های بچگی‌شان، می‌بالند.
رؤسای بسیاری از ارگان‌ها و سازمان‌های دولتی، بانک‌ها، آموزش‌وپرورش، پلیس راهور، مراکز نظامی و انتظامی و... زادۀ فراتان هستند و البته مفتخر به آن.
فرماندۀ انتظامی شهرستان نهبندان و جانشین فرماندهی انتظامی شهرستان سربیشه، زادۀ این روستا هستند و همچنان تعلق‌خاطر خود را به زادگاهشان حفظ کرده‌اند که البته اگر چنین نبود، خطا بود. اهالی فراتان، در سیاست نیز دستی بر آتش دارند و حرف‌هایی برای گفتن.
در انتخابات مجلس شورای اسلامی، اهالی فراتان سه بزرگوار را به کاندیداتوری معرفی کردند؛ یک نفر را در اولین دورۀ انتخابات مجلس شورای اسلامی در حوزۀ نهبندان و سربیشه (ششمین دورۀ مجلس شورای اسلامی)، و دو عزیزِ دیگر را در دهمین دورۀ انتخابات مجلس شورای اسلامی.
شورای اسلامی شهرستان بیرجند و همچنین مشهد، در چند دوره از این انتخابات، دارای کاندیدا از روستای فراتان بوده‌اند.
قطعاً نمی‌توان به‌سادگی گذشت از حضور چند تن از فراتان‌زاده‌هایی که در آستان قدس رضوی حضور داشته و همچنین دارای منصب‌های بلندمرتبه نیز هستند.
از روستای فراتان، محققان و پژوهشگرانِ نه‌چندان‌اندکی برخاسته‌اند که کتاب‌‌هایشان در سراسر ایران و حتی جهان اسلام، انتشار یافته است.
آبِ«‌شِیتور»*خورده‌هایی هستند از فراتان که در سطوح1، 2 و 3 حوزه‌های علمیۀ سراسر کشور همچون حوزۀ علمیۀ قم، مشغولِ فراگیری علوم حوزوی هستند. شهرستان‌نشین‌های فراتانی، در شهرهایی همچون نهبندان، سربیشه، بیرجند، مشهد، زاهدان، قم، تربت‌جام، کاشمر، یزد، قاین، تهران و... سکنی گزیده‌اند که آرزوی ما، خوشیِ دل‌ها و خوشبختی خانواده‌هایشان است.
- شیتور: قناتی است با آبی بسیار گوارا که از کوه‌های تگِ پر سرچشمه می‌گیرد؛ به‌طوری که سوغات روستای فراتان به روستاها و شهرستان‌های مجاور و البته گاهاً غیرمجاور است. فراتان ۱۴۸ نفر جمعیت دارد.